# Hideaki Anno
Hideaki Anno (庵野秀明, Hideaki An'no; 22. svibnja 1960.). japanski je redatelj i animator animea (japanskih animiranih filmova), najpoznatiji po seriji Shin Seiki Evangelion (Neon Genesis Evangelion).

## Karijera
Anno je započeo karijeru 1982. kao animator na animeu "Macross". Upoznavši se s njegovim crtežima, Hayao Miyazaki mu je dao zadatak animirati završne segmente u filmu "Nausikaja iz vjetrovite doline". Ubrzo je postao jedan od suosnivača studija Gainax.
Za razliku od Miyazakija, koji je tako originalan da se ne može poistovjetiti ni s jednom strujom japanske animacije, Anno je mnogo bliži tipičnom japanskom animatoru. On je posve nerazumljiv bez pozadine iz koje je iznikao, jer se drži pravila jednog razrađenog žanra. Općenito, kad je u pitanju Zemlja Izlazećeg Sunca, nema ni govora o »Cahiers du cinéma« i politici autora. Japanska je animacija industrija kao Sony ili Toyota, a redatelji su radnici na traci.
Tako je Anno stasao u okviru žanra mecha, tj. divovskih robota. Iako je već neko vrijeme režirao ili animirao kvalitetne filmove, Hideaki Anno 1995. godine bio je samo jedan od redatelja u animacijskoj kući »Gainax«. Nakon preboljene depresije koja ga je pratila nakon što je 1990. režirao "Fushigi no Umi no Nadia" Anno je 1995. napravio "Neon Genesis Evangelion", televizijsku seriju od 26 nastavaka, i bomba je prasnula. 
Na kalup stare priče o divovskim robotima koji se bore protiv čudovišta iz svemira Anno je zalijepio Bibliju i Freuda, dekonstruirao sva ustaljena pravila žanra i stvorio kultno sljedbeništvo. Ipak, neki obožavatelji nisu bili uopće zadovoljni završetkom te serije te su mu čak poslali pisma u kojima su mu prijetili smrću. Zbog toga je Anno 1997. snimio i Evangelion anime film u kojem je malo pojasnio neke nejasnoče u priči. 
1998. je dobio priliku režirati ljubavnu anime seriju Kare Kano, no posvađao se s autoricom mange te je napustio projekt i režiju zadnjih par epizoda prepustio redatelju Kazuya Tsuramaki. Anno je i prije imao svađa sa studijom Gainax, pa je kao posljedicu napustio tu kompaniju. U posljednje vrijeme napustio je i svijet animea i počeo režirati igrane filmove, od kojih su najpoznatiji "Love & Pop" i "Cutey Huney" iz 2004.

## Osobni život
Vegetarijanac je, kao i njegovi likovi Nadia i Rei Ayanami. 2002. se oženio. Njegova supruga, Moyoco Anno, je i glumica.

## Filmografija

### Režija
- 1988. Gunbster: Aim for the Top!
- 1990. Nadia i tajna mora
- 1995. Shin Seiki Evangelion (Neon Genesis Evangelion)
- 1997. Neon Genesis Evangelion: Death & Rebirth
- 1997. Shin Seiki Evangelion Gekijo-ban: Air/Magokoro wo, kimi ni (The End of Evangelion)
- 1998. Kare Kano
- 1998. Love & Pop (igrani film)
- 2000. Shiki-jitsu (igrani film)
- 2004. Cutie Honey (igrani film)
- 2007. Evangelion 1.0: You Are (Not) Alone
- 2009. Evangelion 2.0: You Can (Not) Advance
- 2012. Evangelion 3.0: You Can (Not) Redo
- 2020. Evangelion 3.0 + 1.0: Thrice Upon A Time

### Animacija
- 1982. Macross
- 1984. Nausikaja iz vjetrovite doline
- 1987. Starquest
- 1988. Groblje krijesnica

## Vanjske poveznice
- IMDb profil
- Animenewsnetwork.com
- Službena stranica  Arhivirana inačica izvorne stranice od 19. prosinca 2006. (Wayback Machine)
- Site o filmu "Cutey Honey"
- Esej o animeu "Evangelion" i njegovom autoru  Arhivirana inačica izvorne stranice od 27. rujna 2007. (Wayback Machine)